# Samuel Şahin-Radlinger
Samuel Şahin-Radlinger (* 7. November 1992 als  Samuel Radlinger in Ried im Innkreis) ist ein österreichischer Fußballtorhüter.

## Karriere

### Verein

#### Anfänge in Österreich
Radlinger begann mit fünf Jahren als Mittelfeldspieler mit dem Fußballspielen, kam aber in der U-15 von der SV Ried, wo er von 2001 bis 2009 spielte, nicht als Feldspieler zum Einsatz, sondern als Torhüter, nachdem der ehemalige Torwarttrainer Vlado Cvjetkovic ihn dazu bestimmte. Radlinger spielte zuvor beim österreichischen Pokalsieger von 2010/11 SV Ried, bestritt aber kein Spiel in zwei Jahren, und wurde von dort an den Regionalligisten Union St. Florian ausgeliehen, wo er in der Regionalliga Mitte 25 Spiele absolvierte.

#### Hannover 96
Zur Saison 2011/12 wechselte Radlinger zu Hannover 96. Er erhielt einen bis zum 30. Juni 2014 gültigen Vertrag und erhielt das Trikot mit der Rückennummer 21. Sein Debüt gab Radlinger in der zweiten Mannschaft von Hannover 96 in der vierten Liga gegen die zweite Mannschaft von Hertha BSC am 14. August 2011, das mit 2:0 gewonnen wurde. In der zweiten Mannschaft war er gesetzt und bestritt bis zum Saisonende 2011/12 16 Ligaspiele.
Weil Markus Miller, die bisherige Nummer 2 hinter Ron-Robert Zieler, sich wegen „mentaler Erschöpfung“ stationär behandeln ließ und für „eine unbestimmte Zeit“ ausfiel, stieg Radlinger zur Nummer 2 auf. Als Miller nach acht Wochen zurückkehrte, kehrte auch Radlinger wieder zu Hannover 96 II zurück, wo er sich nach einigem Hin und Her zwischen Startelf und Bank als Stammtorwart durchsetzte und regelmäßig zum Spielen kam. Im Jänner 2013 erlitt Radlinger eine Innenmeniskusverletzung, welche erfolgreich operiert wurde.

#### Leihe zum SK Rapid Wien
Im Juli 2013 unterzeichnete Radlinger einen bis zum 30. Juni 2015 datierten Vertrag beim Bundesligisten Rapid Wien. Am 15. Dezember 2013 debütierte er 90 Minuten lang in der Bundesliga beim 0:0 gegen den SC Wiener Neustadt. Nach der Saison 2013/14 beendete Hannover 96 das zweijährige Leihgeschäft vorzeitig.

#### Leihe zum 1. FC Nürnberg
Im Juli 2014 kehrte Radlinger zunächst nach Hannover zurück. Nachdem sich sowohl er als auch Markus Miller in der Vorbereitung verletzen, wurde bis Saisonende der vereinslose Torwart Robert Almer verpflichtet, der in der Folge zur Nummer zwei hinter Ron-Robert Zieler wurde. Daraufhin wechselte der Österreicher auf Leihbasis für bis zum Ende der Saison 2014/15 in die 2. Bundesliga zum 1. FC Nürnberg. Obwohl nach der Degradierung von Stammkeeper Raphael Schäfer zwischenzeitlich die Nummer zwei beim Club hinter Patrick Rakovsky, blieb er ohne Einsatz in der 2. Bundesliga und kam 14-mal bei der zweiten Mannschaft in der Regionalliga Bayern zum Einsatz. Nach Saisonende wechselte er zurück nach Hannover.

#### Rückkehr nach Hannover
Zur Saison 2015/16 kehrte Radlinger zu Hannover 96 zurück. Während seiner Abwesenheit wurde Philipp Tschauner vom FC St. Pauli als zweiter Torwart hinter Zieler verpflichtet, weshalb Radlinger nur als Nummer drei der Roten fungierte und in der Regionalliga Nord als Stammtorwart bei der zweiten Mannschaft zum Einsatz kam. Am 24. Oktober 2015 (14. Spieltag) sah er in den Schlussminuten aufgrund einer Notbremse die rote Karte und wurde für zwei Spiele gesperrt. Nach dem Abgang von Zieler wurde Radlinger zweiter Torwart hinter Tschauner. Er kam in der ersten Runde des Pokals 2016/17 beim Sieg gegen die Kickers Offenbach zu einem ersten Pflichtspieleinsatz für die Profimannschaft. Am 23. Oktober 2016 gab er bei der 0:2-Niederlage gegen den 1. FC Nürnberg sein Ligadebüt als Profi. In seinem zweiten Spiel hielt er beim Stand von 2:1 einen selbstverschuldeten Elfmeter in der Nachspielzeit und rettete so den 3:1-Sieg gegen die Würzburger Kickers über die Zeit.

#### Leihe zu Brann Bergen
Am 30. Jänner 2018 wurde er für die Spielzeit 2018, die am 31. Dezember 2018 endete, nach Norwegen an Brann Bergen verliehen. Şahin-Radlinger absolvierte 22 Partien zwischen den Pfosten und wurde mit der Mannschaft Dritter, was für diese den Einzug in die 1. Qualifikationsrunde der UEFA Europa League 2019/20 bedeutete.

#### Erneute Rückkehr zu 96
Im Anschluss kehrte er zu den Niedersachsen zurück und nahm mit der Mannschaft am Wintertrainingslager in Marbella teil. Am letzten Spieltag der Saison 2018/19 kam er unter dem Cheftrainer Thomas Doll zu seinem einzigen Einsatz in der Bundesliga, als der Abstieg von Hannover 96 bereits feststand. Nach der Saison verließ Şahin-Radlinger den Verein mit seinem Vertragsende.

#### FC Barnsley
Zur Saison 2019/20 schloss sich Şahin-Radlinger dem englischen Zweitligisten FC Barnsley an. Beim Aufsteiger traf er auf den Cheftrainer Daniel Stendel, unter dem er bereits in Hannover spielte. Nach seinem Vertragsende verließ er den Verein während der laufenden Saison im Juni 2020.

#### Rückkehr nach Ried
Zur Saison 2020/21 kehrte er zur SV Ried zurück, bei der er einst seine Karriere begonnen hatte. Ende Januar 2023 zog sich Şahin-Radlinger im Testspiel gegen den SKN St. Pölten eine Meniskusverletzung im rechten Knie zu. Für Ried kam er zu 84 Bundesligaeinsätzen, ehe die Rieder am Ende der Saison 2022/23 aus dem Oberhaus abstiegen. Daraufhin verließ er den Klub nach der Saison 2022/23.

#### Austria Wien und Almere
Nach dem Ried-Abstieg wechselte Şahin-Radlinger im September 2023 zum Bundesligisten FK Austria Wien, der ihn aber direkt in die Niederlande an Almere City verlieh. Während der Leihe kam er zu sechs Einsätzen in der Eredivisie.

### Nationalmannschaft

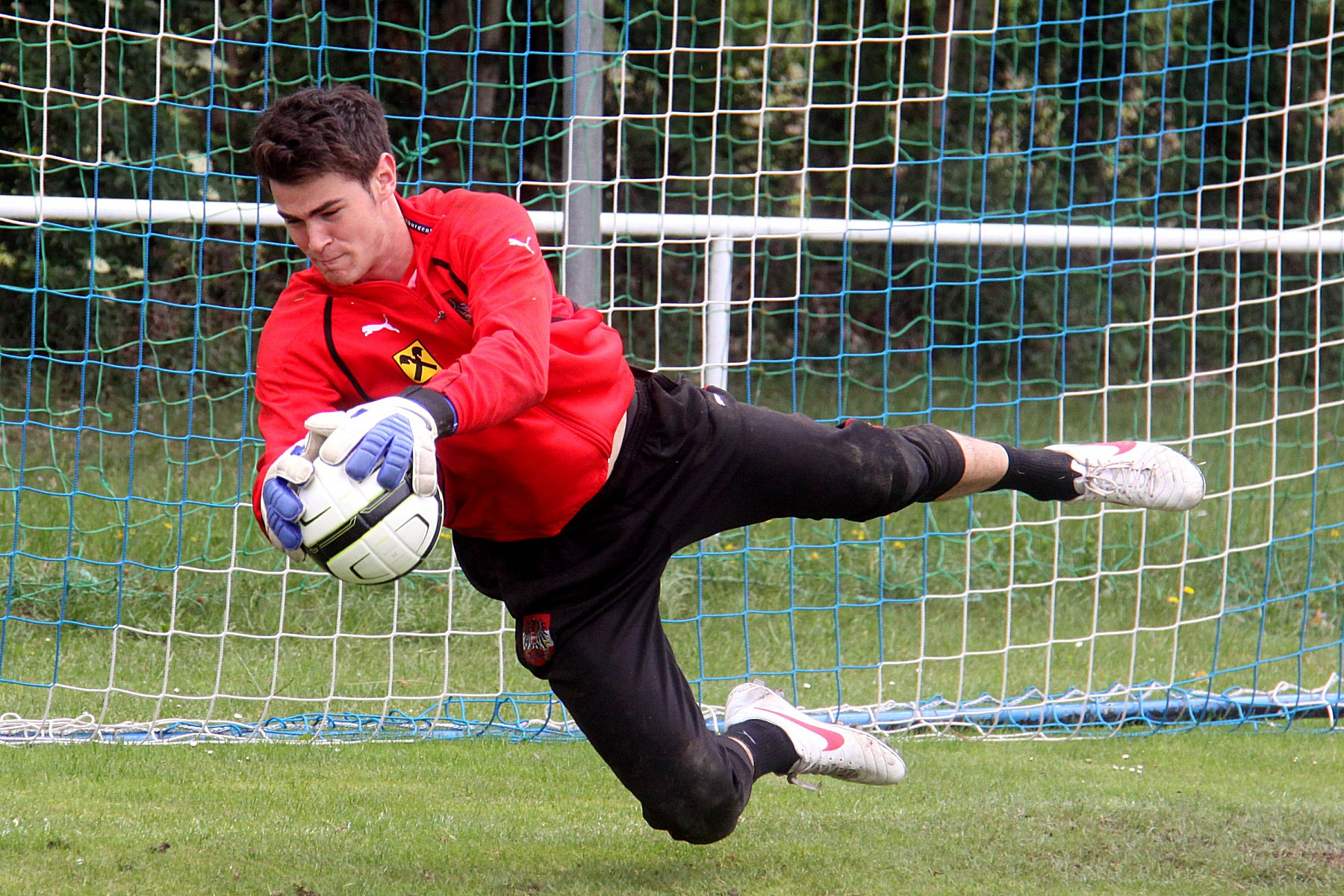
Şahin-Radlinger als U-21-Nationaltorwart (2012)

Şahin-Radlinger spielte je einmal für die U-18-Nationalmannschaft und einmal
für die U-19-Nationalmannschaft. Şahin-Radlinger stand im Kader der U-20-Nationalmannschaft, für die er bei der U-20-Weltmeisterschaft in Kolumbien 2011 beim 0:0 gegen die Auswahl aus Panama sein Debüt gab. Auch im zweiten Spiel der Weltmeisterschaft gegen Brasilien stand Şahin-Radlinger im Tor, das Team von Andreas Heraf verlor aber 0:3. Im letzten Spiel gegen Ägypten verlor er mit der Mannschaft 0:4, sodass die Nationalmannschaft ohne Tore aus dem Turnier ausschied. Auch in diesem Spiel stand Şahin-Radlinger im Tor.
In der österreichischen U-21-Mannschaft spielte er erstmals am 8. Februar 2011 beim 6:0 gegen die luxemburgischen U-21, als er in der 46. Minute für Heinz Lindner eingewechselt wurde. Außerdem spielte er auch beim 2:1 gegen Norwegen am 29. März 2011. Bei seinem dritten Einsatz im U-21-Nationaltrikot wurde er zum dritten Mal in der 46. Minute für Heinz Lindner eingewechselt, beim 3:2-Sieg gegen Griechenland am 5. September 2011 parierte er in der 89. Minute einen Foulelfmeter von Konstantinos Fortounis.

## Persönliches
Samuel Radlinger kam am 7. November 1992 als Sohn eines Österreichers und einer Ungarin in Ried im Innkreis zur Welt. Er hat zwei Brüder und eine Schwester. Seine Brüder spielen bei der SV Ried Fußball. Er hat bei der oberösterreichischen Versicherung KOMPAS seine Ausbildung absolviert. Im Juni 2016 heiratete er die deutsch-türkische Schauspielerin Sıla Şahin und nahm den Doppelnamen Şahin-Radlinger an. Am 17. Juli 2018 bekamen die beiden ihr erstes Kind, einen Sohn. Am 26. Juni 2019 wurde das zweite gemeinsame Kind des Paares geboren.